# I wojna meseńska
I wojna meseńska – pierwsza z trzech wojen meseńskich, konflikt zbrojny między Spartą a Meseńczykami toczący się w drugiej połowie VIII w. p.n.e. Pauzaniasz datuje wojnę na lata 743-724 p.n.e., jednak trudno ustalić na ile odpowiada to rzeczywistości. Wojna była elementem ekspansji Sparty w kierunku zachodnim, po opanowaniu całej Lakonii. Nie wiadomo czy wtedy udało się Spartanom opanować całą Messenię czy tylko żyzną równinę nad rzeką Pamisos, w każdym razie wojna zakończyła się zwycięstwem Sparty, a według Pauzaniasza pokonanym Messeńczykom narzucono trzy warunki:
- zakaz rewolty
- przekazywanie Spartanom połowy corocznych zbiorów z pól
- uczestnictwo w żałobie po śmierci ważnych Spartan

Jedyną większą bitwą tej wojny była bitwa pod górą Itome w 724 p.n.e. zakończona zwycięstwem Messeńczyków.